# 블라디미르 고스튜힌
블라디미르 고스튜힌(Vladimir Gostyukhin, 1946년 3월 10일 ~ )은 러시아의 배우, 영화 감독이다. 예카테린부르크에서 태어났다.

## 영화
- 고스트 스나이퍼 (2020년) - 데드 역
- 더 코드 오브 카인 (2015년)
- 전쟁 (2002년)
- 사냥꾼 페도 (2001년)
- 우르가 (1991년)
- 고양 (1977년)